# Karl Løkin
Karl Abrahamson Løkin (19 aprile 1991) è un calciatore faroese, di ruolo centrocampista, capitano del IF Fuglafjordur.

## Biografia
Anche suo padre Abraham e suo fratello Bogi sono stati calciatori.

## Carriera

### Club
Ha giocato nella prima divisione faroese. In carriera ha giocato complessivamente 10 partite nei turni preliminari delle competizioni UEFA per club (2 in quelli di Champions League e 8 in quelli di Europa League).

### Nazionale
Nel 2013 ha esordito nella nazionale faroese.